# Horornis parens
El cetia de San Cristóbal (Horornis parens) es una especie de ave paseriforme de la familia Cettiidae endémica de la isla de San Cristóbal.

## Distribución y hábitat
Se encuentra únicamente en las montañas de la isla de isla de San Cristóbal, en el sur del archipiélago de las islas Salomón. Se encuentra en los bosques tropicales húmedos por encima de los 600 m s. n. m. Se alimenta de insectos que atrapa en el suelo y sotobosque.